# Wiebelsheim (Bad Windsheim)

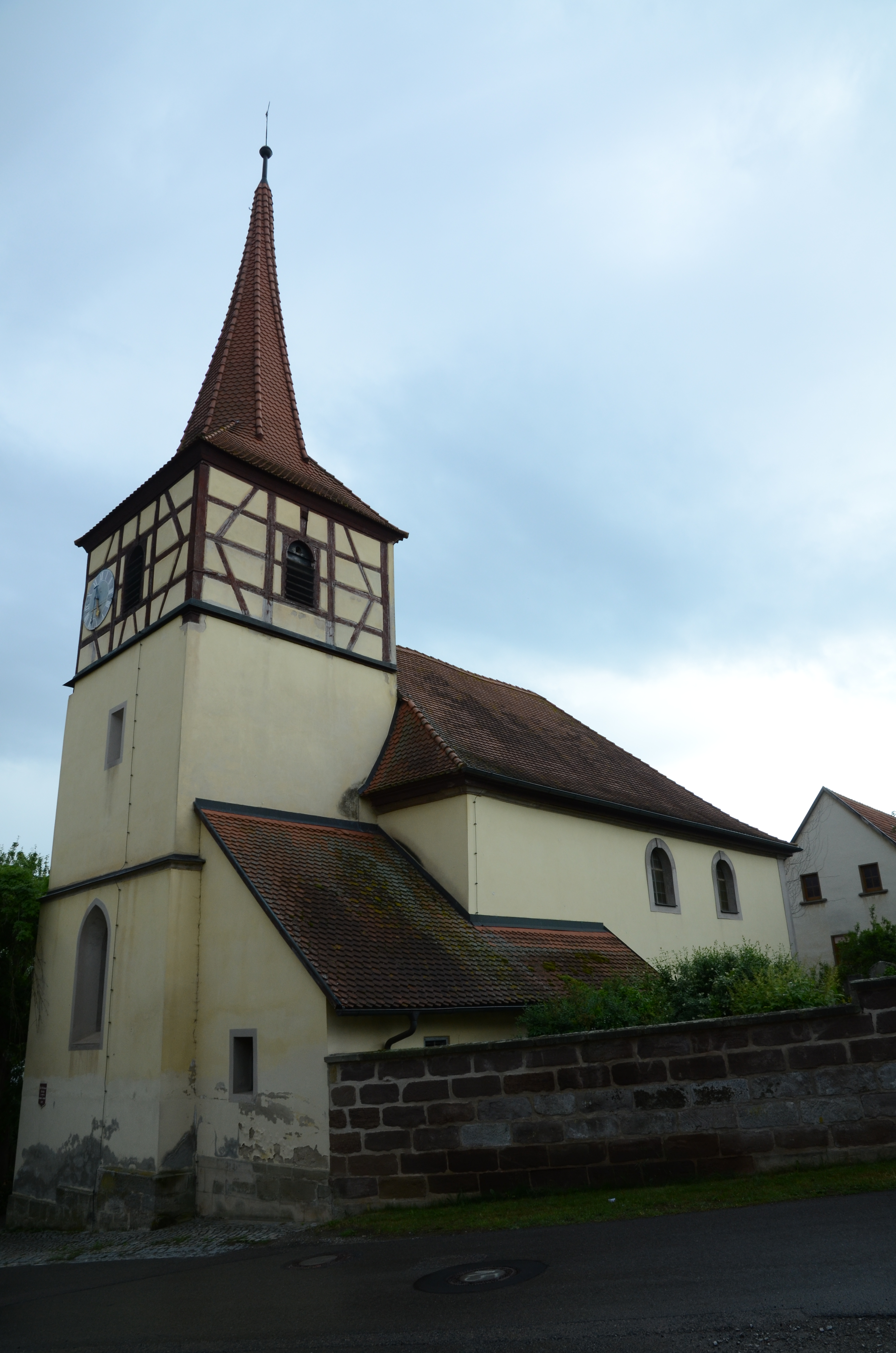
St. Nikolaus, Nordseite

Wiebelsheim (fränkisch: Wiebldsa) ist ein Gemeindeteil der Stadt Bad Windsheim im Landkreis Neustadt an der Aisch-Bad Windsheim (Mittelfranken, Bayern). Die Gemarkung Wiebelsheim hat eine Fläche von 5,639 km². Sie ist in 671 Flurstücke aufgeteilt, die eine durchschnittliche Fläche von 8403,65 m² haben.

## Geographie
Das Kirchdorf liegt an der Rannach, einem linken Zufluss der Aisch, und am Riedgraben, der im Ort als linker Zufluss in die Rannach mündet. Unmittelbar nördlich grenzt das Flurgebiet Kreuzbach an, dahinter erhebt sich der Wiebelsheimer Berg, dessen Plateau als Flugplatz genutzt wird. Rund ein Kilometer nordöstlich erhebt sich der Weinturmhügel. Zwischen beiden Erhebungen befindet sich ein Golfplatz.
Die Staatsstraße 2252 führt an Ergersheim vorbei zu einer Anschlussstelle an der Bundesstraße 13 bei Neuherberg (7 km westlich) bzw. zur Bundesstraße 470 bei Bad Windsheim (2 km südöstlich).

## Geschichte
Gegründet wurde der Ort wahrscheinlich während der Fränkischen Landnahme im 6. Jahrhundert. Der Ortsname enthält vermutlich den Personennamen Wibil. Erstmals schriftlich erwähnt wurde der Ort im Jahr 850 in einer Urkunde des Klosters Lorsch, das dort begütert war. 1103 kam das Kloster Hirsau in Besitz von Gütern in Wiebelsheim, 1136/39 das Kloster Michelsberg, 1157 und 1237 das Kloster Auhausen. Die Reformation wurde 1525 eingeführt.
Gegen Ende des 18. Jahrhunderts gab es in Wiebelsheim 43 Anwesen. Das Hochgericht übte das brandenburg-bayreuthische Schultheißenamt Burgbernheim aus. Die Dorf- und Gemeindeherrschaft hatte die Reichsstadt Windsheim. Grundherren waren die Reichsstadt Windsheim (34 Anwesen: Pfarrhaus, Kirche, 29 Güter, Schmiede, 1 Häckersgut, 3 Häuslein), das Rittergut Illesheim (3 Wohngüter), das Fürstentum Bayreuth (Schultheißenamt Burgbernheim: 2 Güter; Kastenamt Windsheim: 2 Sölden) und das Stiftsamt Ansbach (1 Hof, 1 Sölde).
Von 1797 bis 1808 unterstand der Ort dem Justiz- und Kammeramt Uffenheim. Im Jahr 1806 kam Wiebelsheim an das Königreich Bayern. Im Rahmen des Gemeindeedikts wurde es dem 1808 gebildeten Steuerdistrikt Ergersheim und der 1813 gebildeten Ruralgemeinde Ergersheim zugewiesen. Mit dem Zweiten Gemeindeedikt (1818) entstand die Ruralgemeinde Wiebelsheim. Sie war in Verwaltung und Gerichtsbarkeit dem Landgericht Uffenheim zugeordnet und in der Finanzverwaltung dem Rentamt Uffenheim (1919 in Finanzamt Uffenheim umbenannt). Ab 1862 gehörte Wiebelsheim zum Bezirksamt Uffenheim (1939 in Landkreis Uffenheim umbenannt, seit 1972 Finanzamt Uffenheim). Die Gerichtsbarkeit blieb beim Landgericht Uffenheim (1879 in Amtsgericht Uffenheim umbenannt), von 1928 bis 1973 war das Amtsgericht Windsheim zuständig, seitdem ist es das Amtsgericht Neustadt an der Aisch. Die Gemeinde hatte 1964 eine Gebietsfläche von 5,659 km².
Im Zuge der Gebietsreform in Bayern wurde Wiebelsheim am 1. Januar 1972 nach Bad Windsheim eingemeindet.

### Baudenkmäler
In Wiebelsheim gibt es zwei Baudenkmäler:
- Haus Nr. 47: ehemaliges Pfarrhaus
- Haus Nr. 49: St. Nikolaus, ehemalige evang.-luth. Pfarrkirche

ehemalige Baudenkmäler
- Haus Nr. 01: erdgeschossiges Fachwerkwohnstallhaus des 17./18. Jahrhunderts mit Krüppelwalmdach, dreizoniger Stallausbau[17]
- Haus Nr. 07: zugehörige Mansardwalmdachscheune aus Fachwerk, um 1800.[17]
- Haus Nr. 18: gegen 1800, stattliches zweigeschossiges Wohnstallhaus mit vier Giebelachsen; das Dach auf der westlichen Traufseite als Mansarddach herabgezogen, profilierte Fensterbänke[17]
- Haus Nr. 26: erdgeschossiges Fachwerkwohnstallhaus des 17./18. Jahrhunderts.[17]
- Haus Nr. 35: zugehörige Fachwerkscheune des 18. Jahrhunderts mit Schopfwalmdach und Kellereingang[17]
- Haus Nr. 36: 18./19. Jahrhundert, Wohnstallhaus zu drei Giebelachsen mit massivem Erd- und Fachwerkobergeschoss Ecklisenen, an der massiven Westseite auch im Obergeschoss; zugehörige dreiseitige Hofanlage[17]
- Haus Nr. 38: von 1802, erdgeschossiges verputztes Wohnstallhaus zu vier Giebelachsen, Krüppelwalmdach, an der Giebelseite Haustafel „Johann/Martin Strauß/Anno/1802“; Seitenmauern modern unterfangen[17]

### Bodendenkmäler
In der Gemarkung Wiebelsheim gibt es sechs Bodendenkmäler.

### Einwohnerentwicklung
| Jahr      | 1818   | 1840   | 1852   | 1855   | 1861   | 1867   | 1871   | 1875   | 1880   | 1885   | 1890   | 1895   | 1900   | 1905   | 1910   | 1919   | 1925   | 1933   | 1939   | 1946   | 1950   | 1952   | 1961   | 1970   | 1987   | 2011 | 2014  |
| Einwohner | 207    | 217    | 205    | 218    | 209    | 242    | 246    | 217    | 218    | 221    | 206    | 203    | 233    | 232    | 199    | 191    | 193    | 192    | 171    | 248    | 260    | 240    | 204    | 221    | 269    | 246  | 242   |
| Häuser    | 44     | 41     |        |        |        |        | 48     |        |        | 47     | 46     |        | 46     |        |        |        | 38     |        |        |        | 43     |        | 42     |        | 66     |      |       |
| Quelle    | [ 19 ] | [ 20 ] | [ 21 ] | [ 21 ] | [ 22 ] | [ 23 ] | [ 24 ] | [ 25 ] | [ 26 ] | [ 27 ] | [ 28 ] | [ 21 ] | [ 29 ] | [ 21 ] | [ 30 ] | [ 21 ] | [ 31 ] | [ 21 ] | [ 21 ] | [ 21 ] | [ 32 ] | [ 21 ] | [ 13 ] | [ 33 ] | [ 34 ] |      | [ 2 ] |

## Religion
Der Ort ist Sitz der Pfarrei St. Nikolaus und ist seit der Reformation evangelisch-lutherisch geprägt. Die Katholiken sind nach St. Bonifaz (Bad Windsheim) gepfarrt.